# 메아 쿨파
《메아 쿨파》(필리핀어: Sino ang May Sala?: Mea Culpa 시노 앙 마이 살라?: 메아 쿨파[*])는 2019년 방영된 필리핀의 드라마이다.